# Neocytherideis baltica
Neocytherideis baltica is een mosselkreeftjessoort uit de familie van de Neocytherideididae. De wetenschappelijke naam van de soort is voor het eerst geldig gepubliceerd in 1938 door Klie.